# Ґран-прі (фільм, 1934)
«Ґран-прі» (англ. Grand Prix) — спортивна драма британського режисера, сценариста та продюсера Сейнт Джона Лі Кловза, знята у 1934 році . Світова прем'єра стрічки відбулася в березні 1934 року у Великій Британії.

## Сюжет
Водій гоночного автомобіля випадково вбиває батька своєї нареченої.

## У ролях
- Джон Стюарт — Джек Голфорд
- Джиліан Сенд — Джин Макінтайр